# Llista de persones relacionades amb la Revolució Russa
En aquesta llista, s'hi inclouen persones relacionades amb la Revolució Russa de 1917 tant si van simpatitzar-hi com si hi van estar en contra; també s'hi inclouen els que participaren en la Guerra Civil Russa (1918-1921) amb independència del bàndol en què combateren. Algunes persones d'aquesta llista no eren pas russes.
| A                                                                                         | |
| Sultan Majid Afandíev                                                                     | Bolxevic. Dirigent de la Comuna de Bakú. |
| Aleix de Rússia                                                                           | Tsarèvitx. Assassinat pels bolxevics amb la seva família a Iekaterinburg. |
| Mikhaïl Aleksèiev                                                                         | General. Cap de l'Estat Major durant el Govern de Kérenski. Dirigent de l'Exèrcit Blanc durant la Guerra Civil.                                                                                      |
| Alexandra de Hessen-Darmstadt                                                             | Tsarina. Assassinada pels bolxevics amb la seva família a Iekaterinburg. |
| Anastàsia de Rússia                                                                       | Gran Duquessa. Assassinada pels bolxevics amb la seva família a Iekaterinburg. |
| Opanàs Andríevski                                                                         | Independentista ucraïnès. Membre del Directori d'Ucraïna. |
| Aleksandr Antónov                                                                         | Socialrevolucionari. Dirigent de la Rebel·lió de Tambov. |
| Vladímir Antónov-Ovséienko                                                                | Bolxevic. Comandant de l'Exèrcit Roig a Ucraïna. Participà en la repressió de la Rebel·lió de Tambov.                                                                                                |
| Jaan Anvelt                                                                               | Bolxevic. Dirigent de la Comuna dels Treballadors d'Estònia. |
| Inessa Armand                                                                             | Bolxevic. Presidenta del Primer Congrés Internacional de Dones Comunistes (1920). Creà, juntament amb Aleksandra Kollontai, el Jenotdel, institució dedicada a defensar els drets de les dones.      |
| Rajden Arsenidze                                                                          | Menxevic. Ministre de Justícia del govern de la República Democràtica de Geòrgia. |
| Piotr Arxínov                                                                             | Anarquista. Es dedicà a tasques educatives i culturals a la zona controlada per l'Exèrcit Revolucionari d'Insurrecció d'Ucraïna.                                                                     |
| Aleksandr Atabekian                                                                       | Anarquista. Director del diari Potxín, on criticava la Revolució d'Octubre i el Govern bolxevic. |
| Pàvel Axelrod                                                                             | Menxevic. Després de la Revolució d'Octubre encapçalà l'oposició socialista als bolxevics. |
| Meixadi Azizbèkov                                                                         | Bolxevic. Dirigent de la Comuna de Bakú. |
| B                                                                                         | |
| Mir Jafar Baguírov                                                                        | Bolxevic. Actiu a l'Azerbaidjan. |
| Nikolai Baràtov                                                                           | General. Dirigí l'Exèrcit Blanc al sud de Rússia. |
| Fània Bàron                                                                               | Anarquista. Executada per la Txekà. |
| Víktor Bèlaix                                                                             | Anarquista. Comandant de l'Exèrcit Revolucionari d'Insurrecció d'Ucraïna. |
| Pàvel Bermondt-Avàlov                                                                     | General. Dirigí l'Exèrcit Blanc a la regió del Bàltic. |
| Eduard Berzin                                                                             | Bolxevic. Creador del sistema de gulags a Kolimà (Sibèria). |
| Markó Bezrutxko                                                                           | Independentista ucraïnès. Dirigent militar. |
| Iàkov Bliümkin                                                                            | Socialrevolucionari. Membre de la Txekà. Assassinà l'ambaixador alemany Mirbach. |
| Aleksandr Bogdànov                                                                        | Comunista. Fundador de l'Institut de Cultura Proletària. |
| Vladímir Bontx-Bruièvitx                                                                  | Bolxevic. Historiador i escriptor, autor de les biografies oficials de Lenin. |
| Maria Botxkariova                                                                         | Combatent de l'Exèrcit Blanc. Executada pels bolxevics. |
| Iekaterina Breixko-Breixkóvskaia (també coneguda com a Bàbuixka, que en rus vol dir àvia) | Socialrevolucionària. Membre del Govern de Kérenski. |
| Aleksei Brussílov                                                                         | General. Antic oficial de l'exèrcit del Tsar que, durant la Guerra Poloneso-Soviètica, es posà al servei de l'Exèrcit Roig.                                                                          |
| Andrei Búbnov                                                                             | Bolxevic. Oficial de l'Exèrcit Roig durant la Guerra Civil Russa a Ucraïna. |
| Semion Budionni                                                                           | Bolxevic. Oficial de l'Exèrcit Roig durant la Guerra Civil Russa. |
| Nikolai Bukharin                                                                          | Bolxevic. Membre del grup Esquerra Comunista, que es manifestà contrari a la signatura del Tractat de Brest-Litovsk.                                                                                 |
| Nikolai Bulganin                                                                          | Bolxevic. Membre de la Txekà. |
| C                                                                                         | |
| D                                                                                         | |
| Fiódor Dan                                                                                | Menxevic. Membre del Comitè Central del Soviet de Petrograd. |
| Anton Denikin                                                                             | General. Dirigí l'Exèrcit Blanc al sud de Rússia. |
| Seit Devdariani                                                                           | Menxevic. Diputat del Parlament de la República Democràtica de Geòrgia. |
| Mikhaïl Dieterichs                                                                        | General. Dirigí l'Exèrcit Blanc a Sibèria. |
| Prokofi Djaparidze                                                                        | Bolxevic. Dirigent de la Comuna de Bakú. |
| Pàvel Dolgorúkov                                                                          | Kadets. Col·laborà amb l'Exèrcit Blanc al sud de Rússia i a Crimea. |
| Mikhaïl Drozdovski                                                                        | General. Dirigí l'Exèrcit Blanc al sud de Rússia i al Don. |
| Aleksa Dundić                                                                             | Comunista. D'origen serbi o croat, lluità com a voluntari a l'Exèrcit Roig. Fou distingit amb l'Orde de la Bandera Roja.                                                                             |
| Aleksandr Dútov                                                                           | General. Dirigí un regiment cosac de l'Exèrcit Blanc. |
| Fèliks Dzerjinski                                                                         | Bolxevic. Creador i organitzador de la Txekà. |
| E                                                                                         | |
| Mikhaïl Eisenstein                                                                        | Arquitecte i enginyer. Lluità a l'Exèrcit Blanc. |
| Serguei Eisenstein                                                                        | Bolxevic. Dramaturg. Formà part de l'Exèrcit Roig. Director d'escena del Teatre Obrer. |
| Xalva Eliava                                                                              | Bolxevic. Membre del govern de la República Socialista Soviètica de Geòrgia. |
| F                                                                                         | |
| Ivan Fiolètov                                                                             | Bolxevic. Dirigent de la Comuna de Bakú. |
| Sénia Fleixin                                                                             | Anarquista. Deportat a Alemanya pel govern bolxevic. |
| Mikhaïl Frunze                                                                            | Bolxevic. Comandant de l'Exèrcit Roig al Front Oriental |
| G                                                                                         | |
| Gaito Gazdànov                                                                            | Escriptor. Durant la Guerra Civil lluità a l'Exèrcit Blanc del general Wrangel. |
| Emma Goldman                                                                              | Anarquista. Crítica amb el caràcter dictatorial del règim bolxevic. Donà suport a la Rebel·lió de Kronstadt.                                                                                         |
| Maksim Gorki (de vegades conegut en català com a Màxim Gorki)                             | Escriptor. Es mostrà crític amb el caràcter dictatorial del règim bolxevic i amb les actituds despòtiques de Lenin i Trotski.                                                                        |
| Leonid Góvorov                                                                            | Bolxevic. Comandant de l'Exèrcit Roig que lluità contra l'Exèrcit Blanc a Crimea. Distingit amb l'Orde de la Bandera Roja.                                                                           |
| Nikífor Grigóriev                                                                         | Militar. Comandant a Ucraïna de l'Exèrcit Verd durant la Guerra Civil. |
| Ievgueni Gueguetxkori                                                                     | Menxevic. Ministre d'Afers Estrangers del govern de la República Democràtica de Geòrgia. |
| Saixa Gueguetxkori                                                                        | Bolxevic. Membre del govern de la República Socialista Soviètica de Geòrgia |
| Konstantín Guei                                                                           | Bolxevic. Comandant de l'Exèrcit Roig que lluità contra l'Exèrcit Blanc al Caucas del Nord. |
| Aleksandr Gutxkov                                                                         | Octubrista. Ministre de Guerra i de Marina en el Govern del Príncep Lvov. |
| Evguén Gvaladze                                                                           | Menxevic. Soldat de l'exèrcit de la República Democràtica de Geòrgia. |
| H                                                                                         | |
| Iàkub Hanetski (també conegut com a "Iàkov Fürstenberg")                                  | Bolxevic. Organitzà el retorn de Lenin des de Suïssa. |
| Anatoli Hecker                                                                            | Bolxevic. Comandant de l'Exèrcit Roig que ocupà l'Azerbaidjan i Geòrgia. |
| Nikolai Hikalo                                                                            | Bolxevic. Actiu a Pskov. |
| Mirza Davud Husèinov                                                                      | Bolxevic. Membre del govern de la l'República Socialista Soviètica de Azerbaidjan |
| I                                                                                         | |
| Guénrikh Iagoda                                                                           | Bolxevic. Dirigent de la Txekà. |
| Vadim Iàkovlev                                                                            | Cosac. Combatent en diversos bàndols durant la Guerra Civil. |
| Varvara Iàkovleva                                                                         | Bolxevic. Dirigent de la Txekà a Moscou i funcionària del Comissariat del Poble de Proveïments. |
| Piotr Iermakov                                                                            | Bolxevic. Participà en l'assassinat de la Família Imperial a Iekaterinburg. |
| Ivan Ilín                                                                                 | Filòsof. Detingut per activitats anticomunistes. Expulsat de la Unió Soviètica el 1922. |
| Ion Inculeţ                                                                               | Representant a Bessaràbia del Govern de Kérenski. President del Parlament de la República Democràtica de Moldàvia.                                                                                   |
| Ioseb Iremaixvili                                                                         | Menxevic. Diputat de l'Assemblea Constituent de la República Democràtica de Geòrgia. |
| Nikolai Iudénitx                                                                          | General. Dirigí l'Exèrcit Blanc al Nord-oest de Rússia. |
| Konstantín Iurénev                                                                        | Bolxevic. Cap de la Guàrdia Roja a Petrograd. |
| Iàkov Iurovski                                                                            | Bolxevic. Dirigí l'assassinat de la Família Imperial a Iekaterinburg. |
| Nikolai Ivànov                                                                            | General. Comandant de l'Exèrcit Blanc. |
| J                                                                                         | |
| Dmitri Jloba                                                                              | Bolxevic. Comandant de l'Exèrcit Roig destinat al Front del Caucas. |
| Adolf Joffe                                                                               | Bolxevic. President del Comitè Militar Revolucionari de Petrograd que encapçalà la Revolució d'Octubre. Cap de la delegació que acudí a Brest-Litovsk per negociar la pau amb Alemanya.              |
| Noe Jordània                                                                              | Menxevic. President del Soviet de Tbilisi. Cap de govern de la República Democràtica de Geòrgia. |
| Gueorgui Júkov                                                                            | Bolxevic. Oficial de l'Exèrcit Roig. Condecorat amb l'Orde de la Bandera Roja per haver esclafat la Rebel·lió de Tambov.                                                                             |
| K                                                                                         | |
| Làzar Kaganóvitx                                                                          | Bolxevic. President del Consell Central del districte de Nijni Nóvgorod i, després, del de Vorónej.                                                                                                  |
| Steponas Kairys                                                                           | Socialdemòcrata. Signà l'Acta d'independència de Lituània el 16 de febrer de 1918. |
| Aleksei Kaledin                                                                           | General. Dirigí l'Exèrcit Blanc dels Cosacs del Don. |
| Mikhaïl Kalinin                                                                           | Bolxevic. President del Comitè Executiu de Totes les Rússies. |
| Lev Kàmenev                                                                               | Bolxevic. Membre del Primer Politburó. |
| Olga Kàmeneva                                                                             | Bolxevic. Responsable de la Divisió de Teatre del Comissariat del Poble d'Educació i Instrucció. |
| Fanni Kaplan                                                                              | Socialrevolucionària. Intentà assassinar Lenin. |
| Vladímir Kappel                                                                           | General. Dirigí l'Exèrcit Blanc a les ordres del Comitè de Membres de l'Assemblea Constituent. |
| Semion Karètnik                                                                           | Anarquista. Comandant de l'Exèrcit Revolucionari d'Insurrecció d'Ucraïna. |
| Serguei Kavtaradze                                                                        | Bolxevic. Membre del govern de Geòrgia. |
| Aleksandr Kérenski                                                                        | Socialrevolucionari. Ministre de Justícia en el Govern del Príncep Lvov. President del Govern Provisional.                                                                                           |
| Noe Khomeriki                                                                             | Menxevic. Ministre d'Agricultura del govern de la República Democràtica de Geòrgia. |
| Aleksandra Kim                                                                            | Bolxevic. Enviada per Lenin a mobilitzar els coreans residents a Sibèria per lluitar contra els contrarevolucionaris.                                                                                |
| Serguei Kírov                                                                             | Bolxevic. Comandant de l'administració militar a Astracan. |
| Aleksei Kiseliov                                                                          | Bolxevic. Membre del Comitè Central del Partit. |
| Vladímir Kislitsin                                                                        | General. Dirigí l'Exèrcit Blanc a Sibèria. |
| Gustav Klinger                                                                            | Bolxevic. Dirigent de la República Socialista Soviètica Autònoma dels Alemanys del Volga. Membre del Comitè Executiu del Komintern.                                                                  |
| Aleksandra Kol·lontai                                                                     | Bolxevic. Comissària del Poble per a Afers Socials. Creà, juntament amb Inessa Armand, el Jenotdel, institució dedicada a defensar els drets de les dones.                                           |
| Aleksandr Koltxak                                                                         | Almirall. Dirigí l'Exèrcit Blanc a Sibèria. |
| Nikolai Kondràtiev                                                                        | Socialrevolucionari. Dissenyador de la Nova Política Econòmica. |
| Ivan Kóniev                                                                               | Bolxevic. Serví en l'Exèrcit Roig a la República de l'Extrem Orient. |
| Aleksandr Konovàlov                                                                       | Kadets. Ministre de Comerç i Indústria en el Govern del Príncep Lvov. |
| Grigori Korgànov                                                                          | Bolxevic. Dirigent de la Comuna de Bakú. |
| Lavr Kornílov                                                                             | General. Comandant en cap dels Exèrcits, acusat de preparar un cop d'estat contra el Govern de Kérenski. Durant la Guerra Civil dirigí l'Exèrcit Blanc al Don.                                       |
| Mikhaïl Korobèinikov                                                                      | Oficial de l'Exèrcit Blanc, dirigí la revolta de Iacútia. |
| Stanislav Kosior                                                                          | Bolxevic. Secretari del Partit. |
| Grigore Kotovski                                                                          | Bolxevic. Col·laborà en la presa d'Ucraïna. |
| Piotr Kràsikov                                                                            | Bolxevic. Subcomissari del Poble de Justícia. |
| Leonid Krasin                                                                             | Bolxevic. Comissari del Poble de Comerç Exterior. |
| Aleksandr Krasnoixtxókov                                                                  | Bolxevic. Cap del govern de la República de l'Extrem Orient. |
| Piotr Krasnov                                                                             | General. Cap de les tropes que Kérenski envià a Petrograd per lluitar contra els bolxevics durant la Revolució d'Octubre.                                                                            |
| Nikolai Krestinski                                                                        | Bolxevic. Membre del Primer Politburó. |
| Piotr Kropotkin                                                                           | Anarquista. Col·làborà amb el Govern de Kérenski. |
| Nadejda Krúpskaia                                                                         | Bolxevic. Subcomissària del Poble d'Educació i d'Instrucció. |
| Nikolai Krilenko                                                                          | Bolxevic. Comandant en cap de l'Exèrcit després de la Revolució d'Octubre. |
| Grigori Kulik                                                                             | Bolxevic. Serví en l'Exèrcit Roig a Khàrkiv. |
| Dmitri Kurski                                                                             | Bolxevic. Comissari del Poble de Justícia de la República Socialista Federada Soviètica de Rússia.                                                                                                   |
| Aleksandr Kutépov                                                                         | General. Comandant de l'Exèrcit Blanc al sud de Rússia. |
| L                                                                                         | |
| Nèstor Lakoba                                                                             | Bolxevic. President del Comitè Central del Partit a Abkhàzia. |
| Anatoli Lamànov                                                                           | Dirigent de la Rebel·lió de Kronstadt. |
| Martin Latsis                                                                             | Bolxevic. President de la Txekà a Ucraïna. |
| Serghei Lazo                                                                              | Bolxevic. Comandant de l'Exèrcit Roig a Sibèria i l'Extrem Orient. |
| Lenin                                                                                     | Bolxevic. President del Consell de Comissaris del Poble. |
| Anatoli Lieven                                                                            | General. Dirigent de l'Exèrcit Blanc a Letònia. |
| Maxim Litvinov                                                                            | Bolxevic. Representant diplomàtic de la Rússia soviètica. |
| Solomon Lozovski                                                                          | Bolxevic. Secretari General de la Internacional Sindical Roja. |
| Anatoli Lunatxarski                                                                       | Bolxevic. Comissari del Poble d'Educació i d'Instrucció. |
| Iuri Lutovínov                                                                            | Bolxevic. Dirigent del Partit a Ucraïna. |
| Príncep Lvov                                                                              | President del Govern Provisional. |
| M                                                                                         | |
| Vladímir Maiakovski                                                                       | Bolxevic. Poeta futurista. Actuà com a propagandista del règim. |
| Vladímir Mai-Maievski                                                                     | General. Comandant de l'Exèrcit Blanc. |
| Andriy Makàrenko                                                                          | Independentista ucraïnès. Membre del Directori d'Ucraïna. |
| Filipp Makharadze                                                                         | Bolxevic. President del Comitè Revolucionari de Geòrgia durant la Guerra Civil. |
| Nèstor Makhnò                                                                             | Anarquista. Comandant de l'Exèrcit Revolucionari d'Insurrecció d'Ucraïna, dit també Exèrcit Negre.                                                                                                   |
| Vassili Maklakov                                                                          | Kadets. Elegit diputat a l'Assemblea Constituent. |
| Gregori Maksímov                                                                          | Anarquista. Detingut per la Txekà i expulsat de la Unió Soviètica. |
| Andrei Manúilov                                                                           | Kadets. Ministre d'Educació en el Govern del Príncep Lvov. |
| Maria de Rússia                                                                           | Gran Duquessa. Assassinada pels bolxevics amb la seva família a Iekaterinburg. |
| Serguei Màrkov                                                                            | General. Dirigí l'Exèrcit Blanc al sud de Rússia. |
| Ludwig Martens                                                                            | Bolxevic. Dirigí el Buró Soviètic a Nova York, una mena de succedani d'ambaixada soviètica als Estats Units.                                                                                         |
| Iuli Màrtov                                                                               | Menxevic. Crític amb la política de guerra del Govern Provisional. |
| Andreu Marty                                                                              | Comunista. Liderà el motí de la flota francesa del mar Negre, en protesta contra la intervenció a la Guerra Civil Russa a favor dels blancs.                                                         |
| Gueorgui Matsievski                                                                       | General. Dirigí l'Exèrcit Blanc al Transbaikal. |
| Polikarp Mdivani                                                                          | Bolxevic. Destinat al Front del Caucas, fou un dels dirigents de l'ocupació de Geòrgia per l'Exèrcit Roig.                                                                                           |
| Serguei Medvèdev                                                                          | Bolxevic. Comissari de l'Exèrcit Roig a Smolensk. |
| Viatxeslav Menjinski                                                                      | Bolxevic. Comissari del Poble de Finances. Membre de la directiva de la Txekà. |
| Dmitri Merejkovski                                                                        | Poeta. Antibolxevic. Durant la Guerra Poloneso-Soviètica donà suport al mariscal polonès Józef Piłsudski.                                                                                            |
| Ida Mett                                                                                  | Anarquista. Activa a Moscou. Detinguda pel govern bolxevic sota l'acusació de dur a terme accions subversives.                                                                                       |
| Gavriïl Miasnikov                                                                         | Bolxevic. S'oposà a la signatura del Tractat de Brest-Litovsk. |
| Anastàs Mikoian                                                                           | Bolxevic. Dirigent de la Comuna de Bakú. |
| Pàvel Miliukov                                                                            | Kadets. Ministre d'Afers Estrangers en el Govern del Príncep Lvov. |
| Ievgueni Miller                                                                           | General. Dirigent de l'Exèrcit Blanc al Nord. |
| Miquel de Rússia                                                                          | Gran Duc. El seu germà Nicolau II abdicà a favor seu però ell rebutjà acceptar la corona. Assassinat pels bolxevics.                                                                                 |
| Wilhelm von Mirbach                                                                       | Representant alemany a les negociacions del Tractat de Brest-Litovsk. Nomenat ambaixador a Rússia l'abril de 1918.                                                                                   |
| Viatxeslav Mólotov                                                                        | Bolxevic. Membre del Comitè Militar Revolucionari que preparà la Revolució d'Octubre. |
| Viktorín Moltxànov                                                                        | General. Dirigí l'Exèrcit Blanc al Transbaikal. |
| Nikolai Muràlov                                                                           | Bolxevic. Heroi de la Guerra Civil. |
| Matvei Murànov                                                                            | Bolxevic. Elegit membre del Comitè Central dels Soviets en el Segon Congrés. |
| N                                                                                         | |
| Nariman Narimànov                                                                         | Bolxevic. Després de la Revolució d'Octubre, esdevingué president del Hummet. |
| Nikolai Natsvalov                                                                         | Dirigent de l'Exèrcit Blanc al Transbaikal. |
| Nikolai Nekràssov                                                                         | Kadets. Ministre de Transports en el Govern del Príncep Lvov. Vicepresident del Govern de Kérenski.                                                                                                  |
| Nicolau II                                                                                | Tsar. Abdicà el 15 de març de 1917 arran del triomf de la Revolució de Febrer de 1917. Assassinat pels bolxevics amb la seva família a Iekaterinburg.                                                |
| Andreu Nin                                                                                | Comunista. Personatge clau en el Komintern i en la Internacional Sindical Roja. |
| Maria Nikíforova                                                                          | Anarquista. Guerrillera de l'Exèrcit Revolucionari d'Insurrecció d'Ucraïna, dit també Exèrcit Negre.                                                                                                 |
| Mehmet Niyazi                                                                             | Lluitador nacionalista tàtar de Crimea. |
| Víktor Noguín                                                                             | Bolxevic. Dirigent del partit a Moscou. |
| Aleksandr Nóvikov                                                                         | Bolxevic. Serví en l'Exèrcit Roig al Front del Nord i, després, a Petrograd. |
| O                                                                                         | |
| Olga de Rússia                                                                            | Gran Duquessa. Assassinada pels bolxevics amb la seva família a Iekaterinburg. |
| Mamia Orakhelaixvili                                                                      | Bolxevic. President del Soviet de Vladikavkaz. Conspirador comunista a Geòrgia. |
| Grigori Ordjonikidze                                                                      | Bolxevic. Dirigí la invasió de Geòrgia per l'Exèrcit Roig, cosa que va dur a instaurar-hi un règim soviètic.                                                                                         |
| P                                                                                         | |
| Aleksandr Parvus                                                                          | Menxevic. Agent de l'espionatge alemany. |
| Aleksei Peixekhónov                                                                       | Ministre de Proveïments del Govern de Kérenski. |
| Anatoli Pepeliàiev                                                                        | General. Dirigí l'Exèrcit Blanc a Sibèria. |
| Víktor Pepeliàiev                                                                         | Kadets. Primer Ministre del govern blanc establert a Sibèria per l'almirall Koltxak. |
| Símon Petliura                                                                            | Independentista ucraïnès. President de la República Popular d'Ucraïna. |
| Stepan Petritxenko                                                                        | Anarquista. Dirigent de la Rebel·lió de Kronstadt. |
| Grigori Petrov                                                                            | Socialrevolucionari. Dirigent de la Comuna de Bakú. |
| Ievhén Petruixévytx                                                                       | Independentista ucraïnès. Membre del Directori d'Ucraïna. |
| Gueorgui Piatakov                                                                         | Bolxevic. Creador de l'Exèrcit Roig a Ucraïna. |
| Víktor Pokrovski                                                                          | General. Dirigí l'Exèrcit Blanc al Caucas. |
| Dmitri Popov                                                                              | Anarquista. Comandant de l'Exèrcit Revolucionari d'Insurrecció d'Ucraïna, dit també Exèrcit Negre.                                                                                                   |
| Pàvel Póstixev                                                                            | Bolxevic. Dirigent de la República de l'Extrem Orient. |
| Ievgueni Preobrajenski                                                                    | Bolxevic. Membre del Politburó. |
| Q                                                                                         | |
| R                                                                                         | |
| Karl Radek                                                                                | Bolxevic. Mitjancer entre Lenin i el govern alemany. Dirigent del Komintern. |
| Eino Rahja                                                                                | Bolxevic. Lluità a favor dels comunistes en la Guerra Civil Finlandesa. |
| Jukka Rahja                                                                               | Bolxevic. Fundador del Partit Comunista de Finlàndia. |
| Khristian Rakovski                                                                        | Bolxevic. Primer cap de govern de la República Socialista Soviètica d'Ucraïna. |
| Isídor Ramixvili                                                                          | Menxevic. Membre del Comitè Executiu del Soviet de Petrograd. Després, diputat de l'Assemblea Constituent de la República Democràtica de Geòrgia.                                                    |
| Noe Ramixvili                                                                             | Menxevic. Cap del govern de la República Democràtica de Geòrgia. |
| Fiódor Raskólnikov                                                                        | Bolxevic. Dirigent del Motí de Kronstadt contra el Govern Provisional. Després, instaurà el Terror Roig (Rússia) a Moscou.                                                                           |
| John Reed                                                                                 | Periodista. Autor del reportatge Deu dies que sacsejaren el món, on explica les seves experiències a Rússia durant la Revolució d'Octubre.                                                           |
| Paul von Rennenkampf                                                                      | General. Oficial de l'Exèrcit del Tsar executat pels bolxevics. |
| David Riazanov                                                                            | Bolxevic. Teòric marxista. Fundador de l'Institut Marx-Engels. |
| Aleksei Ríkov                                                                             | Bolxevic. President del Soviet Suprem d'Economia Nacional. |
| Aleksandr Rodzianko                                                                       | General. Intentà aconseguir ajuda britànica per a l'Exèrcit Blanc. |
| Mikhaïl Rodzianko                                                                         | Octubrista. Negocià amb Nicolau II la seva abdicació. |
| Anatoli Rogojin                                                                           | Militar. Participà en la revolta dels cosacs contra el govern bolxevic. |
| Konstantín Rokossovski                                                                    | Bolxevic. Combatent de l'Exèrcit Roig condecorat amb l'Orde de la Bandera Roja per la seva actuació contra l'Exèrcit Blanc de l'almirall Koltxak.                                                    |
| Theodore Rothstein                                                                        | Bolxevic. Fundador del Partit Comunista de la Gran Bretanya. |
| Jānis Rudzutaks                                                                           | Bolxevic. Dirigent dels sindicats soviètics. |
| Pinkhas Rutenberg                                                                         | Socialrevolucionari. Durant la Revolució d'Octubre, intentà defensar el Palau d'Hivern contra l'atac dels bolxevics.                                                                                 |
| S                                                                                         | |
| Borís Sàvinkov                                                                            | Antic Socialrevolucionari. Col·laborà amb l'Exèrcit Blanc de l'almirall Koltxak. |
| Nikolai Semaixko                                                                          | Bolxevic. Comissari del Poble de Salut Pública. |
| Grigori Semiónov                                                                          | President del govern blanc del Transbaikal. |
| Viktor Serge                                                                              | Bolxevic. Treballà al Komintern. |
| Fiódor Serguèiev (també conegut com a "Artiom")                                           | Bolxevic. Dirigent de la República Socialista Soviètica de Donetsk – Krivoi Rog, la qual, proclamada el febrer de 1918, el mes següent fou integrada a la República Socialista Soviètica d'Ucraïna.  |
| Matvei Skóbelev                                                                           | Menxevic. Ministre de Treball del Govern Provisional. |
| Nikolai Skoblin                                                                           | General de l'Exèrcit Blanc conegut per la seva pràctica d'executar immediatament els combatents rojos que capturava.                                                                                 |
| Mikhaïl Skorodúmov                                                                        | General de l'Exèrcit Blanc. |
| Pavló Skoropadskyi                                                                        | General. Cap d'un govern contrarevolucionari a Ucraïna amb suport de la intervenció alemanya. |
| Ivan Skvortsov-Stepànov                                                                   | Bolxevic. Comissari del Poble per a Finances. |
| Ívar Smilga                                                                               | Bolxevic. President del Comitè Central de la Flota del Bàltic. |
| Ivan Smirnov                                                                              | Bolxevic. Membre de la Txekà i del Comitè Central de Sibèria. |
| Vladímir Smirnov                                                                          | Bolxevic. Comissari polític a l'Exèrcit Roig. |
| Grigori Sokólnikov                                                                        | Bolxevic. Signatari del Tractat de Brest-Litovsk. |
| Vassili Sokolovski                                                                        | Bolxevic. Cap d'estat major d'una divisió de l'Exèrcit Roig estacionada al Turkmenistan. |
| Aron Solts                                                                                | Bolxevic. Jutge del Tribunal Suprem de la República Socialista Federada Soviètica de Rússia. |
| Maria Spiridónova                                                                         | Socialrevolucionària. Dirigent de la facció dels Social-Revolucionaris d'esquerra. Detinguda després de l'intent de revolta dirigida per aquesta facció contra el govern bolxevic el juliol de 1918. |
| Stalin                                                                                    | Bolxevic. Comissari del Poble per a les Nacionalitats. |
| Constantin Stere                                                                          | Col·laborador de Ion Inculeţ en el govern de la República Democràtica de Moldàvia. |
| Piotr Struve                                                                              | Kadets. Lluità en l'Exèrcit Blanc al sud de Rússia. |
| Pēteris Stučka (també dit Piotr Ivànovitx Stutxka)                                        | Bolxevic. Cap del govern bolxevic de Letònia durant la Guerra d'Independència. |
| Maciej Sulkiewicz                                                                         | General. Membre de l'estat major de l'exèrcit de la República Democràtica de l'Azerbaidjan. Executat pels bolxevics.                                                                                 |
| Iàkov Sverdlov                                                                            | Bolxevic. President del Comitè Central Executiu del Congrés de Soviets de Totes les Rússies. Ordenà l'assassinat de la Família Imperial a Iekaterinburg.                                             |
| T                                                                                         | |
| Tatiana de Rússia                                                                         | Gran Duquessa. Assassinada pels bolxevics amb la seva família a Iekaterinburg. |
| Mikhaïl Tereixtxenko                                                                      | Independent. Ministre de Finances en el Govern del Príncep Lvov. Ministre d'Afers Estrangers en el Govern de Kérenski.                                                                               |
| Tíkhon                                                                                    | Patriarca de Moscou (Església Ortodoxa Russa). Empresonat pel govern bolxevic. |
| Semion Timoixenko                                                                         | Bolxevic. Oficial de l'Exèrcit Roig durant la Guerra Civil Russa. |
| Ariadna Tírkova-Williams                                                                  | Kadets. Candidata a les eleccions a l'Assemblea Constituent. Durant la Guerra Civil col·laborà amb l'Exèrcit Blanc del general Denikin.                                                              |
| Mikhaïl Tomski                                                                            | Bolxevic. Secretari General de la Internacional Sindical Roja. |
| Valentín Trífonov                                                                         | Bolxevic. Comandant en cap de l'Exèrcit Roig al Front del Caucas. |
| Trotski                                                                                   | Bolxevic. Comissari del Poble per a Afers Estrangers. Negocià amb Alemanya el Tractat de Brest-Litovsk.                                                                                              |
| Irakli Tsereteli                                                                          | Menxevic. Ministre de Correus i Telègrafs del Govern Provisional Rus. Després, diputat del Parlament de la República Democràtica de Geòrgia.                                                         |
| Koté Tsintsadze                                                                           | Bolxevic. Primer president de la Txekà a Geòrgia. |
| Marina Tsvetàieva                                                                         | Escriptora. Autora del poema narratiu L'acampada dels cignes, on glorificava els combatents de l'Exèrcit Blanc.                                                                                      |
| Mikhaïl Tukhatxevski                                                                      | Bolxevic. Comandant de l'Exèrcit Roig. Reprimí les rebel·lions de Kronstadt i de Tambov. |
| Vassili Txapàiev                                                                          | Bolxevic. Comandant de l'Exèrcit Roig durant la Guerra Civil Russa. |
| Tapa Txermóiev                                                                            | Nacionalista txetxè. Cap de govern de la República de la Muntanya del Nord del Caucas. |
| Víktor Txernov                                                                            | Socialrevolucionari. Ministre d'Agricultura del Govern de Kérenski. President de l'Assemblea Constituent. Lluità contra els bolxevics durant la Guerra Civil.                                        |
| Akaki Txkhenkeli                                                                          | Menxevic. Ministre d'Afers Estrangers del govern de la República Democràtica de Geòrgia. |
| Bénia Txkhikvixvili                                                                       | Menxevic. Alcalde de Tbilisi en temps de la República Democràtica de Geòrgia. |
| Gueorgui Txitxerin                                                                        | Bolxevic. Comissari del Poble per a Afers Estrangers. |
| Lev Txorni                                                                                | Anarquista. Ideòleg de la Federació de Grups Anarquistes de Moscou. Conspirà contra el govern bolxevic. Morí executat.                                                                               |
| Níkoloz Txkheïdze                                                                         | Menxevic. President del Soviet de Petrograd. Dirigent de la República Democràtica Federal de Transcaucàsia i de la República Democràtica de Geòrgia.                                                 |
| U                                                                                         | |
| Roman Ungern von Sternberg                                                                | General. Principal col·laborador de Grigori Semiónov al Transbaikal. |
| Józef Unszlicht                                                                           | Bolxevic. Cap del Comitè Revolucionari Polonès Provisional durant la Guerra Poloneso-Soviètica. |
| Grigol Uratadze                                                                           | Menxevic. Delegat de la República Democràtica de Geòrgia a Moscou. |
| Moisei Uritski                                                                            | Bolxevic. Cap de la Txekà a Petrograd. El seu assassinat va precipitar l'inici del Terror Roig (Rússia).                                                                                             |
| V                                                                                         | |
| Aleksandr Vassilevski                                                                     | Militar. Combatent de l'Exèrcit Roig a la Guerra Poloneso-Soviètica. |
| Grigori Vassilevski                                                                       | Anarquista. Comandant de l'Exèrcit Revolucionari d'Insurrecció d'Ucraïna. |
| Nikolai Vatutin                                                                           | Bolxevic. Combaté contra l'Exèrcit Revolucionari d'Insurrecció d'Ucraïna. |
| Mir Hasan Vazírov                                                                         | Socialrevolucionari. Dirigent de la Comuna de Bakú. |
| Mikhaïl Velikànov                                                                         | Bolxevic. Comandant de l'Exèrcit Roig a les regions dels Urals i del Caucas. |
| Borís Veretèlnikov                                                                        | Anarquista. Comandant de l'Exèrcit Revolucionari d'Insurrecció d'Ucraïna, dit també Exèrcit Negre.                                                                                                   |
| Grigori Verjbitski                                                                        | General. Dirigí l'Exèrcit Blanc al Transbaikal. |
| Nikolai Vlàsik                                                                            | Bolxevic. Agent de la Txekà. |
| Piotr Vóikov                                                                              | Bolxevic. Encarregat de les requises d'aliment del Soviet dels Urals. Implicat en l'assassinat de la Família Imperial a Iekaterinburg.                                                               |
| Volin (o Voline, com ho escrivia ell)                                                     | Anarquista. Combatent de l'Exèrcit Revolucionari d'Insurrecció d'Ucraïna. |
| V. Volodarski                                                                             | Bolxevic. Director la Gaseta Roja, diari de Petrograd. Assassinat el 1918 per Grigori Semiónov. |
| Kliment Voroixílov                                                                        | Bolxevic. Membre del Govern Provisional d'Ucraïna. |
| Volodímir Vinnitxenko                                                                     | Independentista ucraïnès. Primer Ministre de la República Popular d'Ucraïna. |
| W                                                                                         | |
| Piotr Wrangel                                                                             | General. Dirigí l'Exèrcit Blanc al sud de Rússia. |
| X                                                                                         | |
| Stepan Xahumian                                                                           | Bolxevic. President de la Comuna de Bakú. |
| Borís Xàpoixnikov                                                                         | Coronel de l'Exèrcit del Tsar que s'uní a l'Exèrcit Roig. |
| Andrei Xingariov                                                                          | Kadets. Ministre d'Agricultura en el Govern del Príncep Lvov. Assassinat pels bolxevics després de la Revolució d'Octubre.                                                                           |
| Andrei Xkuró                                                                              | General. Dirigent de la brigada de Cosacs del Kuban de l'Exèrcit Blanc. |
| Aleksandr Xliàpnikov                                                                      | Bolxevic. Comissari del Poble de Treball. Actiu al Caucas durant la Guerra Civil. |
| Borís Xtèifon                                                                             | General. Dirigí l'Exèrcit Blanc a Crimea. |
| Fèdir Xtxus                                                                               | Anarquista. Comandant de l'Exèrcit Revolucionari d'Insurrecció d'Ucraïna. |
| Vassili Xulguín                                                                           | Progressista. Va demanar a Nicolau II que abdiqués. Donà suport al cop d'estat del general Kornílov.                                                                                                 |
| Fèdir Xvets                                                                               | Independentista ucraïnès. Membre del Directori d'Ucraïna. |
| Z                                                                                         | |
| Lev Zadov                                                                                 | Bolxevic. Antic comandant de l'Exèrcit Revolucionari d'Insurrecció d'Ucraïna, després col·laborà amb la Txekà.                                                                                       |
| Máté Zalka                                                                                | Comunista. Durant la Guerra Civil va organitzar una unitat hongaresa de Guàrdies Rojos a Khabàrovsk.                                                                                                 |
| Volodímir Zatonskyi                                                                       | Bolxevic. President de la República Socialista Soviètica de Galítsia durant la Guerra Poloneso-Soviètica.                                                                                            |
| Iàkov Zevin                                                                               | Bolxevic. Dirigent de la Comuna de Bakú. |
| Grigori Zinóviev                                                                          | Bolxevic. Responsable del govern de Petrograd. |
| Viatxeslav Zof                                                                            | Bolxevic. Comissari de la Flota del Bàltic i membre del comitè de defensa de Petrograd. |
|                                                                                           | |